# Pierre Badel
Pierre Badel (Bagnolet, 14 giugno 1928 – Boulogne-Billancourt, 1º agosto 2013) è stato un regista francese.
Era sposato con l'attrice francese di origine armena Rosy Varte (1927-2012).

## Biografia
Diplomato presso l'IDHEC (Institut des hautes études cinématographiques), Pierre Badel approda direttamente alla RTF nel 1950 come aiuto dei registi Stellio Lorenzi e Claude Barma. Diventa regista nel 1954 e si consacra a realizzazioni varie ed eterogenee: documentari, sport, informazione, varietà, drammi (come il suo celebre adattamento de La bisbetica domata nella quale affida il ruolo della protagonista alla moglie). Uomo di televisione "completo", ha saputo conservare intatta la sua passione per la diretta (partite di calcio, Giochi senza frontiere, Premio César, eccetera) e caratterizzare col suo gusto del mistero e della musica le sue realizzazioni.

## Filmografia
- Jupiter (TV) (1956)
- Le Nain (TV) (1961)
- La Petite Dorrit (TV) (1961)
- L'inspecteur Leclerc enquête (serie TV) (1962)
- Le Théâtre de la jeunesse, trasmissione culturale televisiva: (1963)
  - Gargantua, film per la televisione (1962)
  - L'île mystérieuse, film per la televisione (1963)
- La Torture par l'espérance (TV) (1964)
- La Mégère Apprivoisée (TV) (1964)
- Marie Curie - Une certaine jeune fille (TV) (1965)
- L'Arlésienne (TV) (1967)
- Tribunal de l'impossible: Nostradamus ou Le prophète en son pays (TV) (1968)
- Cinq jours d'automne (TV) (1968)
- Le Bourgeois gentilhomme (TV) (1968)
- Tribunal de l'impossible: Un esprit nommé Katie King (TV) (1970)
- Les Lettres de mon moulin (TV) (1970)
- Pouce (1971)
- Shéhérazade (TV) (1971)
- Vassa Geleznova (TV) (1972)
- Marie Dorval (TV) (1973)
- Tartuffe (TV) (1975)
- Au bois dormant (TV) (1975)
- La Porte du large (TV) (1975)
- Les Rebelles (TV) (1977)
- Carmen (TV) (1980)
- Les Noces de Figaro (TV) (1980)
- Le Mariage de Figaro (TV) (1981)
- Le Bourgeois gentilhomme (TV) (1981)
- Emmenez-moi au théâtre : Le voyage de Monsieur Perrichon (TV) (1982)
- Emmenez-moi au théâtre : Un habit pour l'hiver (TV) (1982)
- Les Cerfs-volants (série TV) (1984)
- Bonnes vacances (TV) (1998)
- Jeanne d'Arc, le pouvoir de l'innocence (miniserie TV in 3 puntate) (1989)